# 瓦兹河畔诺让
瓦兹河畔诺让（法語：Nogent-sur-Oise，法語發音：[nɔʒɑ̃ syʁ waz]）是法国瓦兹省的一个市镇，位于该省，属于桑利斯区。瓦兹河畔诺让是克雷伊城市公共社区的一部分，克雷伊市区多条公交线路经过瓦兹河畔诺让。

## 地理
瓦兹河畔诺让（49°16'29"N, 2°28'3"E）面积7.46 平方千米，位于法国上法蘭西大區瓦兹省，该省份为法国北部内陆省份，北起索姆省，西接厄尔省和滨海塞纳省，南至塞纳-马恩省和瓦兹河谷省，东临埃纳省。
与瓦兹河畔诺让接壤的市镇（或旧市镇、城区）包括：蒙希圣埃卢瓦、克雷伊、莱涅维尔、蒙塔泰尔、圣瓦斯特莱梅洛、韦尔讷伊昂纳拉特、维莱圣保罗。

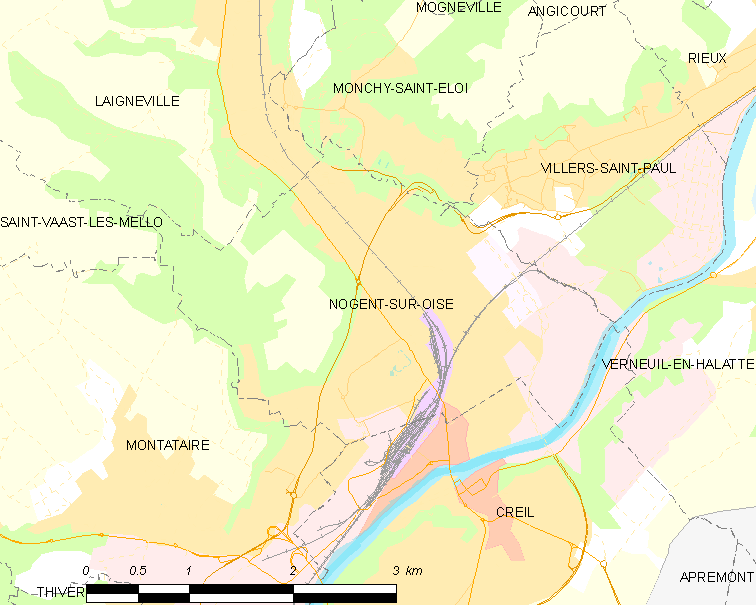
瓦兹河畔诺让的OSM定位图

瓦兹河畔诺让的时区为UTC+01:00、UTC+02:00（夏令时）。

## 行政
瓦兹河畔诺让的邮政编码为60180，INSEE市镇编码为60463。

## 政治
瓦兹河畔诺让所属的省级选区为瓦兹河畔诺让县。

## 人口

1962-2008年间瓦兹河畔诺让人口变化图示

瓦兹河畔诺让于2022年1月1日时的人口数量为21859人。